# Glossosoma califica
Glossosoma califica là một loài Trichoptera trong họ Glossosomatidae. Chúng phân bố ở miền Tân bắc.